# Levante Unión Deportiva
Il Levante Unión Deportiva, meglio noto come Levante, è una società calcistica spagnola con sede nella città di Valencia. Milita in Primera División, la massima serie del calcio spagnolo.
Fondata nel 1909, è la squadra di calcio più antica della città. I suoi colori sociali sono il rosso e il blu (blaugrana). Lo stadio di casa è il Ciutat de Valencia, che ha una capienza 26 354 spettatori. La mascotte del club è una rana: i tifosi del Levante sono soprannominati "rane".

## Storia

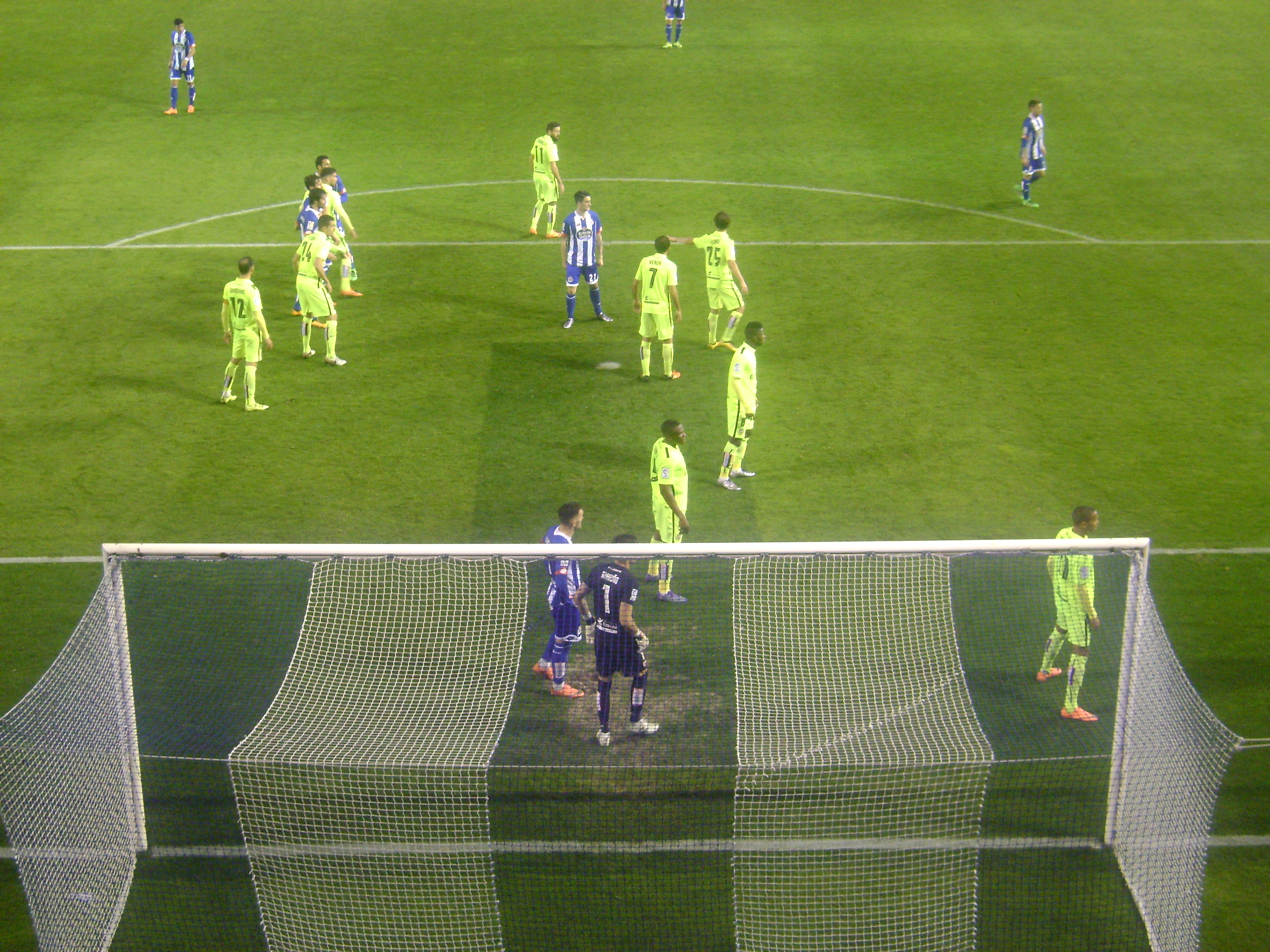
Deportivo de La Coruña vs. Levante UD.

### Origini e primi anni
Il 9 settembre 1909 nacque il Levante Football Club, sodalizio che traeva il nome dalla spiaggia di Levante a La Malvarrosa. Fu la prima squadra di calcio di Valencia, nata dieci anni prima del Valencia Club de Fútbol, anche se in città era già attivo, dal 1907, un altro club, il Cabanyal FC.
Il Levante disputò i primi incontro a La Platjeta, nelle adiacenze del porto, su un terreno di proprietà di un imprenditore del settore dei profumi. In seguitò utilizzò un altro campo di calcio nei pressi del porto. La squadra divenne ben presto popolare nella classe operaia di Valencia e nel 1919 sfidò il Valencia CF, appena costituitosi, nel primo derby cittadino, terminato con la vittoria del Valencia per 1-0. In occasione di quel match fu inaugurato il nuovo stadio, l'Algirós. Nel 1928 il Levante mise in bacheca il suo primo trofeo, il campionato valenciano.
Nel 1934-35 il Levante e il Gimnástico Football Club, fondato anch'esso nel 1909, debuttarono nella seconda divisione, nell'anno dell'ampliamento del torneo da 10 a 24 squadre. Nel 1935 il Levante si aggiudicò il Campeonato Levante-Sur, competizione riservata a squadre delle comunità di Valencia, Murcia e Andalusia, e raggiunse poi la semifinale della Coppa del Re, eliminando Valencia e Barcellona prima di essere eliminato dal Sabadell, poi finalista perdente.

### Copa de la España Libre (1937)
Durante la guerra civile spagnola Levante e Gimnástico militarono nel campionato mediterraneo, finendo rispettivamente quinto e sesto. Squadre di questo campionato disputarono anche la Copa de la España Libre, inizialmente riservata alle prime quattro classificate del campionato, ma poi estesa al Levante, che prese il posto del Barcellona, squadra che preferì andare in tournée negli USA e in Messico.
Il minicampionato di prima fase vide la vittoria di Levante e Valencia, che si qualificarono per la finale del 18 luglio 1937, vinta dal Levante per 1-0 al Montjuïc.
Il torneo non è mai stato considerato ufficiale, fino al marzo 2023 quando la RFEF ha deliberato l'ufficialità della competizione riconoscendo al Levante il titolo di campione. Il Levante ha così ottenuto il suo primo e unico trofeo ufficiale 85 anni dopo averlo conquistato.

### Fusione (1939-1941)
Nel corso della guerra civile spagnola lo stadio del Levante fu distrutto, ma la squadra rimase intatta. Lo stadio del Gimnástico, l'Estadio de Vallejo, rimase in piedi, ma la squadra vide perire in guerra molti dei suoi calciatori. Nel 1939 si realizzò dunque la fusione dei due club, che portò alla fondazione dell'Unión Deportiva Levante-Gimnástico, che due anni dopo cambiò nome in Levante Unión Deportiva, sodalizi dai cui colori trasse ispirazione il club negli anni 2000 (il blaugrana era originariamente il colore del Gimnástico, mentre la divisa da trasferta, bianconera, era usata dal Levante). È a questo periodo che si deve la denominazione dei tifosi levantini come Granotes (rane), dovuta alla vicinanza del campo di Vallejo al corso del fiume Turia, che causava spesso la massiccia presenza di questi animali nelle prossimità dell'impianto.

### Esordio in massima serie (1963)
Il Levante dovette attendere gli anni '60 per esordire nella Primera División del campionato spagnolo di calcio. La promozione fu conseguita nel 1963, grazie al secondo posto nel Gruppo II della seconda divisione, ottenuto sconfiggendo il Deportivo La Coruña per 4-2 in due sfide di play-off per la promozione. Nella stagione d'esordio in massima serie riuscì a sconfiggere il Valencia nel derby di ritorno, giocato in casa, per 1-0. Nella stagione 1964-65 il Levante sconfisse per 5-1 in casa il Barcellona, ma perse i play-off contro il Malaga e retrocesse in seconda serie.

### Anni settanta e ottanta
Nei successivi due decenni il club militò per lo più in seconda e in terza divisione. Solo nel 1977 nacque la Segunda División B.
Nel 1980-81 militò nel Levante, per mezza stagione, il fuoriclasse olandese e tre volte Pallone d'Oro Johan Cruijff, che si sarebbe ritirato dall'attività agonistica tre anni più tardi. Il 1º marzo 1981 il calciatore debuttò con la nuova maglia, ma paradossalmente dall'arrivo del campione olandese la squadra, che fino ad allora aveva tenuto un rendimento ottimo, inanellò una serie di risultati negativi che la fecero crollare al nono posto finale.
Nella stagione 1981-82 la situazione economica del club precipitò e i calciatori, dopo la mancata riscossione dello stipendio, decisero di chiudersi nello spogliatoio in segno di protesta, obbligando il presidente e i dirigenti a dimettersi. Fu una stagione complicata, che si concluse con la retrocessione sul campo in Segunda División B, tramutata dalla giustizia sportiva in declassamento in Tercera División a causa delle insolvenze.
Nel 1982-83 il Levante sfiorò la promozione in Segunda, perdendo lo spareggio contro il Real Avilés Industrial. La promozione fu conseguita l'anno dopo, nella stagione del 75º anniversario della fondazione del club (il principe Felipe fu nominato presidente onorario), sotto la presidenza di Antonio Aragonés. La retrocessione in Tercera División fu immediata, ma i conti del club migliorarono.
Nel 1986-87 ascende alla presidenza Ramón Victoria, il cui obiettivo fu quello di consolidare il club in Segunda División B e risanare definitivamente la situazione finanziaria del Levante. Nei suoi otto anni di gestione la compagine valenciana si guadagnò l'appellativo di "squadra ascensore" per via del susseguirsi di promozioni e retrocessioni.
Nel 1988-89 il club ottenne nuovamente la promozione in seconda divisione, categoria mantenuta con successo l'anno seguente.

### Anni novanta
Nel 1990-91 le ristrettezze economiche del club non consentirono di allestire una squadra adeguata, rendendo la retrocessione in Segunda División B pressoché inevitabile.
Dopo alcuni anni di assestamento nella nuova categoria, nel 1993-94 la squadra riuscì a qualificarsi per i play-off promozione, ma non riuscì a risalire in seconda serie, malgrado 13 vittorie consecutive ottenute sotto la gestione del tecnico Juande Ramos. Il 13 maggio 1994 il Levante si trasformò in sociedad anónima deportiva.
Nel 1995-96 il ritorno in Segunda División fu ottenuto con autorevolezza, grazie al primo posto in terza serie. Il tecnico Mané guidò poi i suoi alla salvezza in seconda serie nel 1996-97, annata in cui Pedro Villarroel fu eletto presidente del club. Complicata fu la stagione 1997-98, conclusa all'ultimo posto, con la nuova retrocessione in Segunda División B. Nel 1998-99, sotto la guida di Pepe Balaguer, la squadra tornò in seconda serie.

### Anni duemila, il ritorno inLiga(2004)
Dopo un settimo e un ottavo posto in seconda serie, nel 2001-02 la squadra rischiò di retrocedere nuovamente in terza serie, evitando il declassamento solo perché il Burgos, che non riuscì a trasformarsi in sociedad anónima deportiva, fu punito dalla giustizia sportiva. Nel 2000 il novantesimo anniversario della fondazione del Levante previde, tra l'altro, il restyling del logo del club.

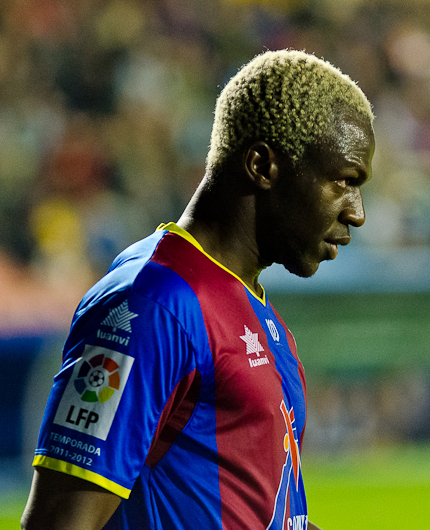
Arouna Koné, miglior marcatore del Levante nella stagione 2011-2012

Nella stagione 2002-2003, conclusa al quarto posto, esordì con il Levante la stella Predrag Mijatović. Nella stagione 2003-04, sotto la gestione di Manolo Preciado, il Levante fu promosso dalla Segunda División alla Primera del campionato spagnolo di calcio, tornando così nella massima serie dopo quasi quarant'anni. Molto atteso fu dunque il derby Valencia-Levante, che mancava dal 1965. Il Levante stupì nella prima parte della stagione 2004-05. Sotto la guida del tecnico Bernd Schuster, stazionò ai primi posti della classifica e parve destinato a concludere l'annata con una qualificazione per la Coppa UEFA, ma una seconda parte di stagione negativa fece precipitare la squadra agli ultimi posti della graduatoria, fino alla retrocessione a causa del terz'ultimo posto. Il club riguadagnò prontamente la promozione nella Liga già nella stagione successiva.
Nella squadra hanno militato negli ultimi anni alcuni giocatori italiani, quali il centrocampista Damiano Tommasi, il portiere Marco Storari, i difensori Bruno Cirillo e Massimo Volta, e gli attaccanti Christian Riganò, Robert Acquafresca, Giuseppe Rossi e Giampaolo Pazzini. Dal 10 ottobre 2007 al 16 aprile 2008 la guida tecnica è stata di un italiano, il trevigiano Gianni De Biasi, reduce dall'esonero con il Torino della stagione precedente, a campionato ancora da iniziare, e poi rientrato al Torino, non essendo riuscito a risollevare un club con molti problemi economici e sportivi.
Nel 2007-08 il Levante, iniziato il campionato con un solo punto ottenuto in dieci partite, retrocesse matematicamente in Segunda División nonostante un generoso tentativo di rimonta cercato in ogni modo da De Biasi. L'anno successivo concluse ottavo con 56 punti in seconda serie, piazzandosi in zona tranquillità e risolvendo i vari problemi economici che attanagliavano la società nelle ultime due stagioni.

### Anni 2010, ritorno in Liga ed esordio in Europa
Nella stagione 2009-10 si classificò terzo con 71 punti, ottenendo nuovamente la promozione in Primera División dopo due anni di "purgatorio". Al termine della stagione 2011-2012 il Levante, piazzandosi al sesto posto con 55 punti, si qualificò, per la prima volta nella propria storia, per una competizione europea, nella fattispecie l'Europa League. Nell'annata successiva la squadra, nella manifestazione europea, fu eliminata dal Rubin Kazan agli ottavi di finale. In campionato chiuse all'undicesimo posto.
Nel 2015-2016 retrocesse nuovamente in seconda serie, terminando il campionato all'ultimo posto. Al termine della stagione successiva la squadra riconquistò tuttavia prontamente la massima serie vincendo il campionato di Segunda División. Nelle successive tre stagioni, il club è riuscito ad ottenere altrettante tranquille salvezze in Liga, riuscendo ad ottenere alcune vittorie di prestigio (come il 5-4 casalingo contro il Barcellona, futuro campione, nel maggio 2018 ed una vittoria per 2-1 sul campo del Real Madrid campione d'Europa nell'ottobre dello stesso anno). Nella stagione 2019-2020 ha terminato il campionato al 12º posto, riuscendo ad imporsi in casa sia sul Barcellona (3-1 a novembre) sia sul Real Madrid, vincitore poi del titolo (1-0 a febbraio).
Nel 2021-2022 la squadra naviga sempre nei bassifondi della classifica classificandosi al penultimo posto (peggior piazzamento dal 2015-16) retrocedendo con due giornate d'anticipo in seconda divisione dopo 5 anni. Dopo tre anni in seconda divisione, nel 2025 il club è stato nuovamente promosso in Liga vincendo il campionato cadetto.

## Colori e simboli

### Colori sociali
La divisa della squadra è dal 1941 composta di una maglia a strisce verticali azzurre e granata, colori ereditati da quelli del Gimnástico F.C., squadra cofondatrice dell'attuale sodalizio. I colori del vecchio Levante F.C. (bianco e nero) sono stati talvolta recuperati, in anni recenti, per la divisa da trasferta.

### Stemma
Lo stemma del Levante si è modificato poco nel corso degli anni, restando sostanzialmente lo stesso fin dal 1941. Si compone di uno scudo a strisce blu e granata, con un pallone da calcio in cuoio sulla parte inferiore e la dicitura ufficiale del club (Levante U.D.) apposta trasversalmente sulla parte superiore. Apposto allo stemma è presente un pipistrello, elemento presente anche nello stemma dei rivali cittadini del Valencia e tipico di diversi altri stemmi della Comunità Valenciana, la cui origine secondo la tradizione è da ricercarsi in un evento occorso al re Giacomo I d'Aragona, che durante la conquista di Valencia nel XIII secolo riuscì a sventare un attacco notturno alle proprie truppe proprio grazie all'avvertimento di uno di questi animali, interpretato come un presagio favorevole.

## Strutture

### Stadio
Dal 1969 le partite casalinghe della società sono disputate allo stadio Ciutat de Valencia (in precedenza noto come Nou Estadi). L'impianto ha una capienza di 26.354 spettatori, e fu inaugurato da una partita amichevole disputata contro i rivali cittadini del Valencia.

## Società

### Settore giovanile
Il Levante dispone di una propria squadra giovanile, denominata Atlético Levante. Formatasi dall'unione di due precedenti società cittadine (U.D. Malvarrosa e C.D. Portuarios) nel 1962, ha assunto la denominazione originale dopo aver trascorso diversi anni come Levante B, e milita attualmente in Segunda División B, il terzo livello del calcio spagnolo.

## Palmarès

### Competizioni nazionali
- Copa de la España Libre, (coppa sostitutiva della Coppa del Re (in spagnolo Copa del Rey), nota anche come Coppa di Spagna: 1

1937
- Segunda División: 4

1939-1940 (gruppo III), 2003-2004, 2016-2017, 2024-2025
- Segunda División B: 6

1978-1979 (gruppo II), 1978-1979, 1988-1989, 1994-1995, 1995-1996, 1998-1999
- Tercera División: 6

1943-1944, 1945-1946, 1953-54, 1955-1956, 1972-1973, 1975-1976

### Competizioni regionali
- Campionato Levante Sud: 1

1935
- Campionato di Valencia: 1

1928
- Trofeo Città di Valencia: 1

1996

### Altri piazzamenti
- Coppa di Spagna:

Semifinalista: 1935, 2020-2021
- Segunda División:

Secondo posto: 1958-1959 (gruppo II), 1962-1963 (gruppo II)
Terzo posto: 1934-1935 (gruppo III), 1935-1936 (gruppo III), 1940-1941 (gruppo II), 2005-2006, 2009-2010
- Segunda División B:

Terzo posto: 1993-1994 (gruppo III)

## Statistiche e record

### Partecipazione ai tornei nazionali
Dalla stagione 1927-1928 alla 2024-2025 il club ha ottenuto le seguenti partecipazioni ai campionati nazionali:
| Livello | Categoria                                    | Partecipazioni | Debutto   | Ultima stagione | Totale |
| ------- | -------------------------------------------- | -------------- | --------- | --------------- | ------ |
| 1º      | Primera División                             | 16             | 1941-1942 | 2021-2022       | 16     |
| 2º      | Segunda División                             | 43             | 1934-1935 | 2024-2025       | 43     |
| 3º      | Segunda División B / Tercera División        | 30             | 1929-1930 | 1998-1999       | 30     |
| 4º      | Tercera División / Primera División Regional | 5              | 1928-29   | 1986-1987       | 5      |

### Tornei internazionali
Alla stagione 2024-25 il club ha ottenuto le seguenti partecipazioni ai tornei internazionali:
| Categoria                     | Partecipazioni | Debutto   | Ultima stagione |
| ----------------------------- | -------------- | --------- | --------------- |
| Coppa UEFA/UEFA Europa League | 1              | 2012-2013 | 2012-2013       |

## Tifoseria

### Gemellaggi e rivalità
La principale rivalità per i tifosi granotes è senza dubbio quella con i concittadini del Valencia, contro i quali dal 1920 viene disputata la stracittadina nota appunto come Derby di Valencia. Le due squadre si sono incontrate per la prima volta nella Liga durante la stagione 1963-64, e si è imposta negli ultimi anni come una delle partite "di cartello" della massima divisione spagnola in virtù del ritorno in pianta stabile del Levante in Primera Divisiòn nell'ultimo decennio.

## Organico

### Rosa 2025-2026
Aggiornata al 19 agosto 2025.
| N. |                      | Ruolo | Calciatore          |
| -- | -------------------- | ----- | ------------------- |
| 1  | Spagna (bandiera)    | P     | Pablo Cuñat         |
| 2  | Argentina (bandiera) | D     | Matías Moreno       |
| 4  | Spagna (bandiera)    | D     | Adrián de la Fuente |
| 5  | Spagna (bandiera)    | D     | Unai Elgezabal      |
| 6  | Spagna (bandiera)    | D     | Diego Pampín        |
| 7  | Spagna (bandiera)    | A     | Roger Brugué        |
| 9  | Spagna (bandiera)    | A     | Iván Romero         |
| 10 | Spagna (bandiera)    | C     | Pablo Martínez      |
| 11 | Spagna (bandiera)    | A     | José Luis Morales   |
| 13 | Spagna (bandiera)    | P     | Alfonso Pastor      |
| 14 | Spagna (bandiera)    | D     | Jorge Cabello       |
| 17 | Spagna (bandiera)    | D     | Víctor García       |
| 19 | Spagna (bandiera)    | A     | Carlos Espí         |
| 20 | Spagna (bandiera)    | C     | Oriol Rey           |

| N. |                               | Ruolo | Calciatore           |
| -- | ----------------------------- | ----- | -------------------- |
| 21 | Spagna (bandiera)             | C     | Sergio Lozano        |
| 22 | Germania (bandiera)           | D     | Jeremy Toljan        |
| 23 | Spagna (bandiera)             | D     | Manu Sánchez         |
| 24 | Spagna (bandiera)             | A     | Carlos Álvarez       |
| 27 | Spagna (bandiera)             | A     | Paco Cortés          |
| 28 | Panama (bandiera)             | D     | Martín Krug          |
| 29 | Spagna (bandiera)             | D     | Nacho Pérez          |
| 32 | Spagna (bandiera)             | P     | Álex Primo           |
| 33 | Spagna (bandiera)             | C     | Joan Ruiz            |
| 34 | Spagna (bandiera)             | P     | Cayetano Romero      |
|    | Uruguay (bandiera)            | D     | Alan Matturro        |
|    | Honduras (bandiera)           | C     | Kervin Arriaga       |
|    | Spagna (bandiera)             | C     | Jon Ander Olasagasti |
|    | Rep. Centrafricana (bandiera) | A     | Goduine Koyalipou    |